# Роман Ґаладза
Роман Ґаладза — (1943, с. Білокриниця, Підгаєцька міська громада — 1 серпня 2023, Бремптон, Онтаріо, Канада)

## Життєпис
Народився в 1943 році в селі Білокирниця поблизу містечка Підгайці, що на Тернопіллі. У 1944 році його родина, де було троє дітей, вирушила на захід. Через кілька років по таборах для переміщених осіб у Німеччині сім’я Ґаладзів дісталися кораблем до штату Техас (США). Через рік (1950) батьки о. Романа переїхали до Пенсільванії, де було багато українців й українська греко-католицька церква .
15-річним хлопцем Роман Ґаладза почав навчатися в духовній семінарії спочатку у Стемфорді, потім – у Вашинґтоні. 
2 серпня 1958 висвятився на священника .
1969 року одружився з українкою Іриною в «Союзівці» в Кергонксоні . Дав їм шлюб тоді ще парох, а потім Глава УГКЦ Любомир Гузар. Молоде подружжя перебралося до Канади. Через рік Романа Ґаладзу висвятив на священника владика Ізидор Борецький, який і благословив його на заснування парафії .

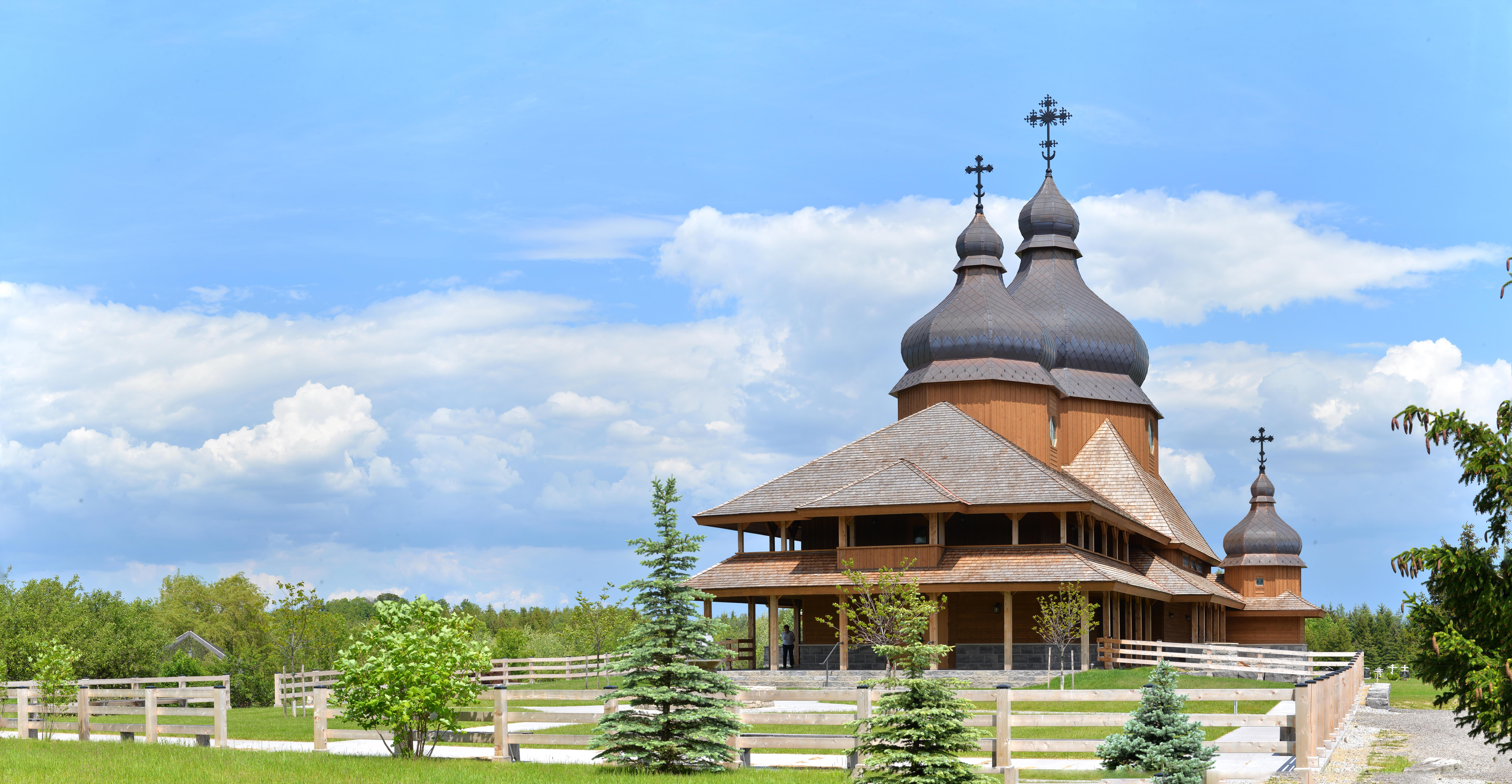
Церква Святого Іллі в Бремптоні біля Торонто, провінція Онтаріо

У 1976 році для подальшого розвитку української громади в Бремптоні була створена самостійна парафія Святого Іллі, а її пастором став отець Роман Ґаладза. У 1995 році звели й освятили парафіальний храм, який отець вважає своєю сьомою дитиною (власних у нього – шестеро).
Помер 1 серпня 2023 року. Похорон відбувся 7 серпня 2023 року .

## Сім`я
В отця Ґаладзи шестеро дітей. Донька Лариса Ґаладза (1971) — канадська дипломатка українського походження. Надзвичайний і Повноважний Посол Канади в Україні (2019—2023).
Дружина Ірина Бішко.